# Как в средние века… так и в Третьем рейхе
«Как в средние века… так и в Третьем рейхе», «Как в средневековье — так и в Третьей империи» (нем. Wie im Mittelalter... so im Dritten Reich) — антифашистский фотоколлаж немецкого художника Джона Хартфилда. Поначалу он принадлежал к «политическим дадаистам», одним из лозунгов которых были слова «Используйте фотографию как оружие». В своих работах критиковал милитаризм, империализм, капитализм, фашизм, в частности их лидеров и пособников ( «Капиталистическое обеспечение трудом», «Война и трупы — последняя надежда богатых», «Супермен Адольф, заглатывает золото и несёт всякую чушь», «Портрет фашизма», «Диагноз», «Ура, закончилось масло!», «Германское естествознание» и др.). Для его работ характерно выражение чёткой социально-политической позиции, которые при этом не лишены символической образности. Изображение сопровождается поясняющим текстом, который состоит из заголовка и комментария. Фотоколлаж, одним из создателей которого он был, стал средством политической борьбы, в работах художника заметно соединение эстетики дадаизма и сюрреализма. 

Коллаж «Как в средние века… так и в Третьем рейхе» был создан в 1934 году в Чехословакии, куда художник был вынужден бежать после прихода к власти нацистов в 1933 году. В качестве модели выступил левый немецкий актёр Эрвин Гешоннек, который проживал в то время рядом с Хартфилдом в одном из эмигрантских районов Праги. Съёмка прошла на крыше дома, где по указанию художника установили деревянную конструкцию в виде креста. Актёру пришлось лежать голым на нём изображая жертву. После этого Харфилд смонтировал тело актёра со свастикой. Как и многие другие работы Хартфилда, коллаж был напечатан на обложке немецкого коммунистического журнала Arbeiter-Illustrierte-Zeitung (22 мая 1934 года). 
В названии содержится политическое обвинение в адрес нацистов, в том числе за «надругательство» над христианскими религиозными принципами. Коллаж состоит из двух частей. В верхней из них («Как в средние века… ») находится изображение казни на колесе Святого Георгия (использована фотография детали стены Коллегиальной церкви в Тюбингене), а в нижней («…так и в Третьем рейхе») мужчины распятого на нацистском символе — свастике. Марк Уильям Рош (Mark William Roche) в книге «Прекрасное уродство. Христианство и искусство модерна» писал, что Хартфилд сопоставил и объединил оба изображения, создав новый образ, при этом «прорываясь к более глубокой, символической реальности…». Рош заметил, что в религиозном искусстве Северной Европы, с его ориентацией на реализм и гротеск, распятие и колесо в некоторых случаях соединялись в качестве орудия пыток. Хартфилд использовал подобное сопоставление, при этом ещё более усилил эту взаимосвязь. Он стремился показать будущие нацистские преступления, нарушающие христианское мировосприятие, а также то, что такое поведение возвращает народ ко временам средневекового варварства. В этой связи Рош особо отметил то, что в 1933 году в Германии был принят «закон об исполнении смертной казни».
Художник неоднократно как до, так и после прибегал к сопоставлению распятия и свастики («Для учреждения государственной церкви… Крест был недостаточно тяжёл», «Рейхепископ сверлит христианский мир… „Эй, подвинь распятие чуть правее“», «Старый девиз нового рейха: кровь и железо», «Нормализация» и др.)